# Stollhofen (Rheinmünster)
Stollhofen ist ein Ortsteil der Gemeinde Rheinmünster im Landkreis Rastatt in Baden-Württemberg.

## Geographie
Stollhofen liegt am Sulzbach. Der Sulzbach und sein Nachbarlauf, der Sandbach, kommen aus dem Gebiet von Bühl und Bühlertal. Der Sulzbach entstand als Überlauf aus der sogenannten Kinzig-Murg-Rinne. Er hatte bei einem Hochwasser eine Senke durch die Stollhofener Platte gebrochen und fand somit einen direkten Weg zum Rhein.

## Geschichte
In einer Urkunde von 1154 wird der Ort als „Stadelhoven“ mit Basilica und Herrenhof erwähnt. Im Jahre 1212 verzichtete Heinrich von Stadelhoven zu Gunsten der Abtei Schwarzach und dem Ritter von der Windeck auf sein Erblehen und zog sich auf seine Güter nach Söllingen zurück. Ab diesem Zeitpunkt war der Ort dem Ritter von der Windeck zugehörig. Der Herrenhof blieb in Besitz des Klosters Schwarzach. Ebenso konnte das Kloster seine Rechte im Bannwald anteilig wahren.
Die im Jahr 994 errichtete Münzstätte von Vallator – auf dem späteren DOW-Gelände (heute Trinseo) – konnte das Kloster ab 1275 in den „Freihof“, ehemals Herrenhof zu Stollhofen übertragen. Noch vor 1300 wurde neben dem älteren Kirchhof die „Neue Stadt“ gegründet. Auf einer benachbarten ovalen Bachinsel, im Schutze der schon 1292 genannten Burg, wurde eine Siedlungsfläche von ca. fünf ha befestigt. Der Platz reichte für 60 Hofstätten mit etwa 500 Personen. Die Burg von Stollhofen diente über Jahrhunderte als Sitz der Amtsverwaltung. 1302 wurde der Ort zum ersten Mal als „Stadt“ erwähnt.
Im Jahre 1309 verkaufte Eberlin von Windeck seine „Vogtei Stollhofen“ mit der Stadt und den beiden Dörfern Söllingen und Hügelsheim an den Markgrafen Rudolf von Baden. Ab 1389 wurde diese Vogtei durch die Zuordnung von weiteren zehn Dörfern aufgewertet; das badische Amt Stollhofen entstand. 1490/93 verkaufte die Abtei Schwarzach weitere Rechte im Bannwald an den Markgrafen von Baden.
1594 wurde in Stollhofen eine badische Garnison eingerichtet. Sie bestand in Friedenszeit aus 50 Soldaten. Um 1625 hatte die Stadt rund 1000 Einwohner und somit ihren höchsten Entwicklungsstand erreicht. Neben der wehrhaften Pfarr- und Mutterkirche St. Cyriak in der Vorstadt konnten die Bürger schon früh eine zweite, dem Hl. Erhard geweihte Kirche innerhalb der Stadt errichten. Zwei Mahlmühlen, ein halbes Dutzend Hanfmühlen, zwei Gerbermühlen, eine Schleifmühle, mehrere Handwerkerzünfte und ein Anlegeplatz am Rhein bezeugten eine rege Bürgerschaft. Die Schule in der Vorstadt war auch für die Kinder aus den Dörfern Söllingen und Hügelsheim zuständig. Vier Jahrmärkte und ein Wochenmarkt versorgten die Bevölkerung und die Garnison mit den nötigen Waren.
Mehrfach spielten sich im 17. Jahrhundert kriegerische Auseinandersetzungen in und um das befestigte Stollhofen ab. War es schon im Bauernkrieg betroffen, so spielte es im Dreißigjährigen Krieg eine wichtige Rolle, als es mehrmals erobert und ruiniert wurde. Einen Höhepunkt kriegerischer Tätigkeit erlebte die Festung als Haupt- und Eckpunkt im Rahmen der Kämpfe um die „Bühl-Stollhofener Linie“ im Spanischen Erbfolgekrieg. Schließlich wurde es 1707 eingenommen und die Festungswerke geschleift, wobei heute nur noch die enge Bauweise oder Straßennamen an die große Zeit Stollhofens erinnern. Von Schloss, Kirchen und Stadtmauern blieben kaum noch Reste übrig. Nur mit Mühe gelang es der dezimierten und verarmten Einwohnerschaft 1769 wieder eine dem Ort angemessene Kirche zu erbauen. Als man 1790 eine Verwaltungsreform durchführte, wurde das alte badische Amt Stollhofen aufgelöst, die über 500 Jahre alten Stadtrechte gingen verloren.
Um 1835 hatte das Dorf wieder die 1000-Einwohnergrenze erreicht. Die bereits 1873 wieder aufgelöste jüdische Gemeinde erbaute nach 1828 eine Synagoge in der Herrenstraße. Einen gewissen Wohlstand brachte auch die Thurn-und-Taxis-Poststation in den Ort. Durch eine Auswanderungswelle (ab 1835) nach Amerika verlor der Ort innerhalb von 20 Jahren 338 Einwohner, so dass sich die Einwohnerschaft erst um 1900 wieder auf knapp über 1000 erholen konnte.

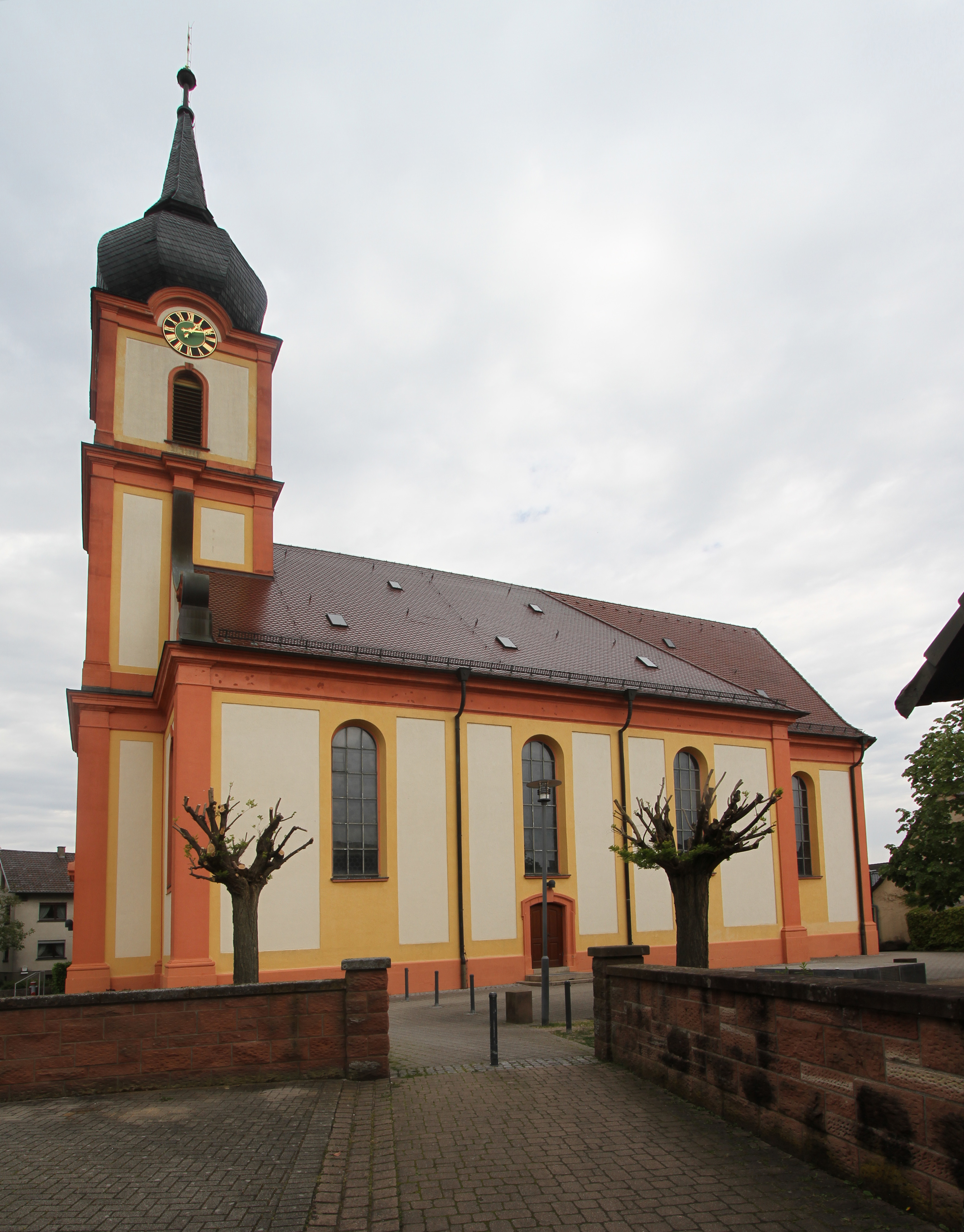
St. Erhard in Stollhofen

Die Barockkirche wurde im Jahre 1769 erbaut. Erbauer war Franz Ignaz Krohmer, badischer Hofbaumeister und Schüler von Balthasar Neumann. Diese Kirche trägt auf dem Zwiebelturm ein Patriarchenkreuz (Doppelkreuz) als Zeichen der 1632 zerstörten Mutterkirche St. Cyriak. Die barocke Innenausstattung der Kirche besticht schon beim Eintritt durch ihre feierliche Harmonie. Sehr aussagekräftig sind die vom Kirchenmaler Wagenbrenner im Jahre 1923 angebrachten Deckenbilder. Kaum noch lesbar ist die alte Grabplatte von 1348, die vor der Friedhofskapelle liegt. Auf der Empore der St.-Erhard-Kirche befindet sich eine Pfaff-Orgel in einem Gehäuse aus dem Jahr 1775 von Georg Hladky.
Das Gerichtswesen zu Stollhofen wurde ursprünglich von der Abtei Schwarzach unter Vorsitz des Abtes wahrgenommen, wobei alle zu den meist am Dienstag stattfindenden Sitzungen auf dem Gerichtsplatz „unter den Tannen“ zu erscheinen hatten. Mit dem Verkauf von Stollhofen kam auch das Gericht in badische Verwaltung. 1345 hielt der Markgraf von Baden persönlich einen Gerichtstag unter den „Rathauslauben seiner Stadt Stollhofen“ ab. Der ehemalige Platz der Vollstreckung lag außerhalb der Stadt an der Straße nach Lichtenau; das Gebiet heißt heute noch „Galgenbosch“.
Am 1. Oktober 1974 fusionierte Stollhofen mit drei weiteren Gemeinden zur neuen Gemeinde Rheinmünster.

## Verkehr
Stollhofen war früher ein Knotenpunkt der Mittelbadischen Eisenbahnen.

## Wappen
Das Wappen von Stollhofen zeigt neben dem badischen Teil einen silbernen Schlüssel auf blauem Feld. Schon an einer Gerichtsurkunde von 1345 ist dieses Siegel verwendet worden. Der Schlüssel symbolisiert den Begriff „Recht“ und stellt zugleich auch die Verbindung zum Hl. Petrus her, einem der Patrone Peter und Paul, dem das Klostermünster Schwarzach geweiht ist und mit dem Stollhofen über Jahrhunderte verbunden war.